# Camasarye Philotecnos
Camasarye Philotecnos (grec ancien : Καμασαρύη Φιλότεκνος, Kamasarýē Philóteknos) est une reine du Bosphore ayant régné d'environ 180 à 160 av. J.-C.

## Origine
Camasarye porte le nom de son ancêtre, la reine Camasarye, fille de Gorgippos, l'épouse du roi Pairisadès Ier. Elle est la fille du roi Spartocos V et l'épouse de son successeur Pairisadès III.

## Règne
Camasarye devient reine après la mort de son père ; elle épouse un certain Pairisadès III, qui est peut-être selon la mode des rois hellénistiques son frère ou demi-frère, ou encore un fils de Leucon II.
La reine est très active et son nom est mentionné dans de nombreuses inscriptions, notamment en 178/177 av. J.-C. lorsqu'elle dédicace au temple d'Apollon Didymaios près de Milet un objet d'or d'un poids de 187,5 chrysoi. Après la mort de Pairisadès III vers 170 av. J.-C., elle règne conjointement avec leur fils Pairisadès IV. C'est alors que la reine et son fils adoptent respectivement les noms de Philoteknos (i.e. « qui aime ses enfants ») et Philometor (i.e. « qui aime sa mère »), suivant ainsi l'usage de la cour du roi lagide contemporain Ptolémée VI, avec lequel ils entretiennent des rapports diplomatiques et commerciaux. Vers 160 av. J.-C., la reine contracte une seconde union avec un certain Argotos (grec ancien : Αργότος) ou Argotas fils d'Isanthos, considéré parfois comme un prince scythe et qui figure à ses côtés avec son fils dans une inscription
.